# Grimes Ridge
Grimes Ridge ist ein hoher und hauptsächlich vereister Gebirgskamm im westantarktischen Marie-Byrd-Land. An der Walgreen-Küste ragt er auf der Bear-Halbinsel an der Nordflanke des Holt-Gletschers auf.
Der United States Geological Survey kartierte ihn anhand von Luftaufnahmen der Operation Highjump (1946–1947) vom Januar 1947. Das Advisory Committee on Antarctic Names benannte ihn 1967 nach Captain E. W. Grimes, einem Mitglied der Flugabteilung der United States Navy in Antarktika zur Unterstützung der Operation Deep Freeze im Jahr 1966.